# Sarıçiçek, Mutki
Sarıçiçek là một xã thuộc huyện Mutki, tỉnh Bitlis, Thổ Nhĩ Kỳ. Dân số thời điểm năm 2011 là 119 người.